# Resolució 622 del Consell de Seguretat de les Nacions Unides
La Resolució 622 del Consell de Seguretat de les Nacions Unides, aprovada per unanimitat el 20 de setembre de 1988 després d'assenyalar els acords de Ginebra, signats el 14 d'abril de 1988, el Consell va confirmar l'acord a les mesures en les cartes del Secretari General de les Nacions Unides relativa a la solució de la situació a Afganistan.
El Consell, per tant, va confirmar l'establiment de la Missió de Bons Oficis de les Nacions Unides a Afganistan i Pakistan el maig de 1988 i va establir disposicions per a l'enviament temporal de 50 oficials militars per assistir a la missió tal com ho va demanar el secretari general. També va exigir al Secretari General que mantingués al Consell actualitzat sobre els progressos realitzats a la regió.